# Havok (empresa)
Havok es una empresa de software irlandesa que provee software interactivo y servicios para creadores de medios digitales en las industrias de los videojuegos y del cine.
Havok trabaja relacionada con muchos desarrolladores de videojuegos, incluyendo Activision, Capcom, EA, Nintendo, Microsoft, Sony, y Ubisoft.  La tecnología multiplataforma de Havok está disponible para: PlayStation 2, PlayStation 3, PlayStation Portable, Xbox, Xbox 360, Wii, GameCube, y PC's. 
La tecnología de Havok ha sido usada en más de 150 videojuegos incluyendo: Half Life 2, Halo 2, Tony Hawk’s Project 8, The Elder Scrolls IV: Oblivion, Age of Empires III, Gta V, Assassins Creed, Uncharted y Super Smash Bros. Brawl.
Los productos Havok también han sido usados para proveer de efectos especiales a películas tales como: Poseidon, The Matrix, Troya, Kingdom of Heaven y Charlie y la fábrica de chocolate.
Intel Corporation anuncio la adquisición Havok el 14 de septiembre de 2007.
Tiempo más tarde, en el año 2015, la compañía Microsoft compraría la empresa Havok a Intel para el desarrollo de sus futuros juegos en sus plataformas Xbox y Windows

## Historia y premios

### Historia
Fue fundada 1998 por Hugh Reynolds y Steven Collins del departamento de informática del Trinity College (Dublín). La investigación y desarrollo se lleva a cabo en Dublín, los Estados Unidos, Alemania, e India.

### Premios
- US National Academy of Television, Arts & Sciences Award, 2008 - (Technical Emmy )
- Red Herring 100 - 2006 Winner
- Best Choice of Computex - 2006 Winner
- OnHollywood - 2006 Winner
- Develop Industry Excellence Awards  - 2006 Nominee- Best Tools Provider, 2005 Winner - Best Tools Provider, 2004 Nominee - Best Tools Provider
- Game Developer Frontline Award  Archivado el 3 de mayo de 2009 en Wayback Machine. -  2006 Finalist - Middleware, 2003 Winner - Best Game Component, 2002 Winner - Best Game Component
- FileFront - "Most Advanced Technology" of 2004
- Computer Graphics World -  CGW 2003 Innovation Award